# Montreuil-la-Cambe
Montreuil-la-Cambe település Franciaországban, Orne megyében. Lakosainak száma 80 fő (2022. január 1.). Montreuil-la-Cambe Le Marais-la-Chapelle, Les Moutiers-en-Auge, Écorches, Fontaine-les-Bassets, Louvières-en-Auge, Saint-Gervais-des-Sablons és Trun községekkel határos.

## Népesség
A település népességének változása:
| Lakosok száma | 83   | 76   | 72   | 70   | 65   | 63   | 69   | 74   | 80   |
|               | 2013 | 2015 | 2016 | 2017 | 2018 | 2019 | 2020 | 2021 | 2022 |